# Andreas Deja
Andreas Deja, né en 1957 à Gdańsk en Pologne mais naturalisé allemand, est un animateur spécialisé dans les personnages des studios Disney.

## Biographie
Il commence sa carrière aux Studios Disney en 1980 au poste d'artiste-concepteur pour le long métrage Taram et le Chaudron magique (1985), époque où il travaille avec Tim Burton alors au même poste. D'après Burton, les responsables de Disney ont tenté d'en faire des amis mais complètement en vain, les deux s'ignorant la plupart du temps.
Il poursuit sa carrière chez Disney en aidant à l'animation de Mickey Mouse dans Le Prince et le Pauvre (1990). Il devient ensuite un animateur superviseur impliqué sur des personnages dont Gaston dans La Belle et la Bête (1991), Jafar dans Aladdin (1992), Scar dans Le Roi lion (1994) et Hercule dans Hercule (1997). On peut aussi ajouter à cette liste 
Lilo dans Lilo & Stitch (2002) ainsi que Slim et Junior dans La ferme se rebelle (2004).
Il reçoit le 14 août 2015 a l'occasion de la convention de fans Disney D23 a Anaheim le prix Disney Legends.

## Filmographie
- 1985 : Taram et le Chaudron magique
- 1986 : Basil, détective privé, animateur de la Reine des souris
- 1988 : Qui veut la peau de Roger Rabbit, animateur superviseur pour Roger Rabbit
- 1988 : Oliver et Compagnie, animateur personnage
- 1989 : La Petite sirène, animateur superviseur pour Roi Triton
- 1990 : Le Prince et le Pauvre, Mickey Mouse
- 1991 : La Belle et la Bête, animateur superviseur pour Gaston
- 1992 : Aladdin, animateur superviseur pour Jafar
- 1994 : Le Roi lion, animateur superviseur pour Scar
- 1995 : Mickey perd la tête
- 1997 : Hercule (1997), animateur superviseur pour Hercule
- 1999 : Fantasia 2000, animateur segment Rhapsody in Blue et Mickey Mouse pour les inter-séquences
- 2002 : Lilo et Stitch, animateur superviseur pour Lilo
- 2004 : La ferme se rebelle, animateur superviseur pour Slim et Junior
- 2004 : Mickey, il était deux fois Noël
- 2006 : Bambi 2
- 2007 : Comment brancher son home cinéma
- 2007 : Il était une fois
- 2009 : La Princesse et la Grenouille, animateur superviseur pour Mama Odie
- 2011 : Winnie l'ourson, animateur superviseur pour Tigrou